# جوآن بوسکتس

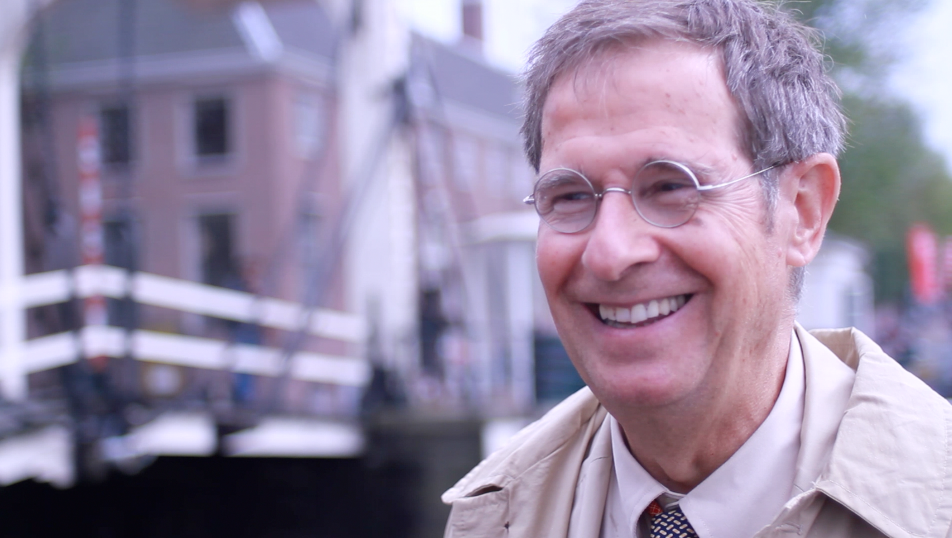
جوآن بوسکتس

جوآن بوسکتس (به اسپانیایی: Joan Busquets)،(زاده ۱۹۴۶ در ال پرات د یبرگات
،اسپانیا) معمار و برنامه‌ریز شهری اهل اسپانیاست که شهرت بین‌المللی دارد. او در رشته طراحی از دانشگاه هاروارد فارغ‌التحصیل شده و استاددانشگاه فنی کاتالونیا است. شرکت او BAU - B Arquitectura i Urbanisme SL در بارسلونا تأسیس شده است. برای قدردانی از کارهای مؤثر و چندوجهی‌اش در رشتهٔ طراحی شهر جایزهٔ اراسموس - جایزه سالانه‌ای برای کسی که مشارکت استثنایی در فرهنگ، یا علوم اجتماعی اروپا یا بقیه دنیا داشته باشند- سال ۲۰۱۱ به او تعلق گرفت.